# Estação Torrimar
A Estação Torrimar é uma das estações do Trem Urbano de San Juan, situada em Guaynabo, entre a Estação Martínez Nadal e a Estação Jardines. É administrada pela Alternate Concepts Inc..
Foi inaugurada em 17 de dezembro de 2004. Localiza-se na Rua El Buen Samaritano. Atende o bairro de Pueblo Viejo.